# Piotr Wieczorek (gimnastyk)
Piotr Wieczorek (ur. w 1997 w Rydułtowach) – polski gimnastyk występujący w gimnastyce sportowej.
W 2016 roku wystąpił na mistrzostwach Europy w Bernie. W najlepszym występie zajął 62. miejsce w ćwiczeniach na koniu z łękami. W wieloboju został sklasyfikowany na 75. pozycji. Dwa lata później w Glasgow najlepiej zaprezentował się w ćwiczeniach na kółkach, zajmując w kwalifikacjach 60. miejsce. Wielobój indywidualny zakończył na 51. pozycji.